# Mitch Lucker
Mitchell Adam Lucker, detto Mitch (Riverside, 20 ottobre 1984 – Huntington Beach, 1º novembre 2012), è stato un cantante e paroliere statunitense, noto soprattutto per essere stato cantante del gruppo deathcore Suicide Silence dalla fondazione della band nel 2002 fino alla morte nel 2012.

## Carriera musicale
L'album di debutto dei Suicide Silence, intitolato The Cleansing, è stato una delle pubblicazioni della Century Media di maggior successo, con 7 250 copie vendute solo nella prima settimana. Il loro secondo album No Time to Bleed è stato pubblicato il 30 giugno 2009. L'ultimo album della band con Lucker, The Black Crown, è stato pubblicato il 12 luglio 2011. Intervistato dalla rivista Kerrang!, Lucker ha spiegato:

## Influenze
In un'intervista con The AU Interview, Lucker ha detto che le band che lo hanno influenzato nella creazione di una band sono state Korn, Deftones, Slayer, Slipknot, Sepultura, Pantera, Black Sabbath, Dio, Nirvana, Van Halen, Cannibal Corpse, e Death, "tutto ciò che mio padre avrebbe comprato e portato a casa da me e mio fratello che diceva 'Ehi, ascolta questo'".

## Tatuaggi

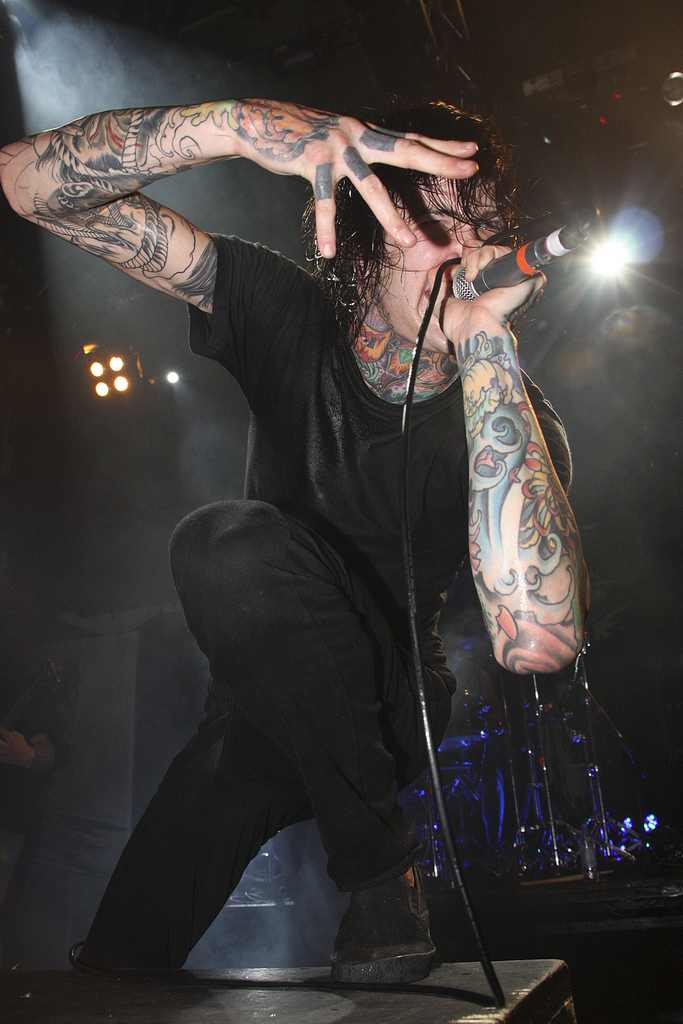
Lucker con Suicide Silence a Londra, 2008

Lucker era anche noto per i suoi molteplici tatuaggi sul suo corpo, che coprivano le braccia, il busto, il collo, le mani, le dita e persino il viso. L'unico posto in cui si è rifiutato di farsi tatuare era sulla schiena. Ha spiegato questo affermando:
Le barre nere che aveva su ciascuna delle sue dita erano dei cover-ups, ovvero dei tatuaggi che coprivano altri tatuaggi. I disegni originali che aveva sulle dita erano le lettere "FORXEVER", una parola comune usata nella comunità straight edge: Lucker se li fece coprire con le bande nere dopo aver rinunciato allo stile di vita straight-edge nel 2007.

## Morte
Mitch Lucker è morto il 1º novembre 2012 alle 6:17 del mattino a Huntington Beach, in California. È stato annunciato dall'ufficio del medico legale della contea di Orange che aveva subito gravi lesioni causate da un incidente in moto; un rapporto ha affermato che Lucker si è schiantato con la sua motocicletta poco dopo le 21:00 del 31 ottobre 2012.

### Tributo
I suoi compagni di band hanno tenuto uno spettacolo commemorativo intitolato Ending Is the Beginning il 21 dicembre 2012, che ha avuto luogo al Fox Theatre di Pomona, in California. I guadagni sono stati utilizzati per finanziare gli studi della figlia di Mitch. La band ha anche avviato il Kenadee Lucker Education Fund e continua a promuovere donazioni.

## Discografia
Con i Suicide Silence
- Suicide Silence - EP (2005)
- The Cleansing (2007)
- No Time to Bleed (2009)
- The Black Crown (2011)
- You Can't Stop Me (2014) (accreditato come autore di 2 tracce)[7]

Con i Commissioner
- What is? (2011)

### Collaborazioni
| Anno | Canzone                                                                 | Album               | Artista           |
| ---- | ----------------------------------------------------------------------- | ------------------- | ----------------- |
| 2006 | "Predator; Never Prey" (feat. Mitch Lucker)                             | The Dead Walk       | The Acacia Strain |
| 2009 | "Classic Struggle" (feat. Mitch Lucker)                                 | The Great Stone War | Winds of Plague   |
| 2011 | "The Sinatra" (feat. Mitch Lucker)                                      | My My Misfire EP    | My My Misfire     |
| 2012 | "We Are the Many" (feat. Mitch Lucker, Marcus Bischoff e Benny Richter) | I Am Nemesis        | Caliban           |
| 2012 | "Spit Vitriol" (feat. Mitch Lucker)                                     | The Devil Messenger | The Devasted      |